# Repslagarmuseet

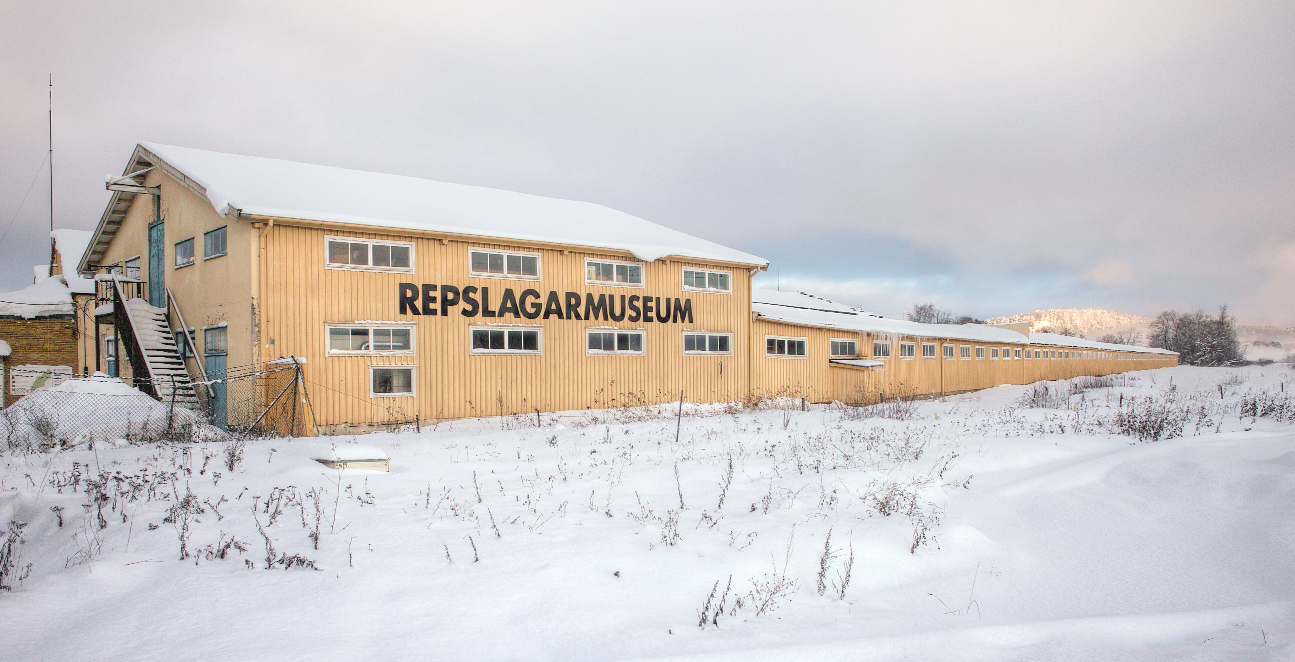
Carlmarks gamla repslagarbana i Älvängen. I byggnaden ligger nu Repslagarmuseet.

Repslagarmuseet är ett industriminne i Älvängen i Ale kommun.
Repslagarmuseet grundades 1996. Anläggningen har en 300 meter lång fungerande repslagarbana som har använts till att tillverka tågvirket till ostindiefararen Götheborg.
Museet ligger i repslagarbanan som år 1911 flyttades till Älvängen från Åmål av företaget PAC, P A Carlmark. 
Repslageriet i Älvängen utsågs 1995 till Årets industriminne av Svenska Industriminnesföreningen. Det drivs av Föreningen Bevara Repslagarbanan i Älvängen.
Repslagarbanan blev byggnadsminne enl. KML (Kulturmiljölagen) 1996.